# バレバレI LOVE YOU
「バレバレI LOVE YOU」（バレバレあいらぶゆー）は、女性アイドルグループ、アップアップガールズ（仮）の2枚目のシングル。2012年6月3日に発売され、同年6月27日には、日本全国で発売が開始された。

## 概要
表題曲「バレバレI LOVE YOU」は、アップアップガールズ（仮）にとって3曲目のオリジナル曲であり、初の恋愛ソングである。また、ダンスの振り付けは、初のオリジナル曲である「Going my ↑」と同様竹中夏海である。竹中は振り付けについて「駆け出しのアイドルちゃんがやるんじゃなくて（中略）アプガちゃん達が余裕で振付転がしてくれるから良いと思う」「いっぱいいっぱいになりながらやるとニュアンス変わってきちゃうかな」と自身のTwitterでコメントしている。メンバーは「曲も、振付も可愛い!」と評価し、BARKSは「可愛さが詰まった新曲」と評価している。
カップリング曲「Rainbow」は、アップアップガールズ（仮）にとって2曲目のオリジナル曲である。メンバーにより色の異なるオリジナルタオルを振り回す振り付けが特徴。

## 収録曲
1. バレバレI LOVE YOU
作詞：NOBE、作曲・編曲：michitomo
2. Rainbow
作詞：大華奈央香、作曲・編曲：michitomo
3. バレバレI LOVE YOU(instrumental)
4. Rainbow(instrumental)

## 経緯
アップアップガールズ（仮）は、オリジナル曲をもっていなかったが、2012年3月31日に初のオリジナル曲であり、初のCDシングルである「Going my ↑」をリリースした。そして同日、TOKYO FM HALLにて『アップアップガールズ（仮）』イベント 第20回公演 - 第22回公演を開催し、2曲目のオリジナル曲である「Rainbow（仮）」をサプライズで初披露した。ダンスの振り付けはこの段階では未完成であったが、オリジナルタオルを振り回す振り付けはこの段階から存在した。
4月7日、アップアップガールズ（仮）は「Rainbow」のレコーディングを行い、その模様をUSTREAMで配信した。
4月28日、アップアップガールズ（仮）は幕張メッセで行われた『ニコニコ超会議』内のイベント「ニコニコ超アイドルLIVE★アイドルが○○してみた!!」に参加し、3曲目のオリジナル曲である「バレバレI LOVE YOU」を初披露した。
5月3日、アップアップガールズ（仮）はTOKYO FM HALLにて『アップアップガールズ（仮）〜佐保明梨加入ジャスト1周年記念SP〜』イベント 第26回公演 - 第28回公演を開催し、「Rainbow」の（仮）CDと「バレバレI LOVE YOU」の（仮）CDを2枚同時に発売した。アップアップガールズ（仮）のスタッフによれば、どちらのCDも全て売り切れた。
5月22日、「バレバレI LOVE YOU」と「Rainbow」の配信が開始され、5月25日には、CDシングルのジャケット写真がオフィシャルブログで公開された。
6月3日、アップアップガールズ（仮）はTOKYO FM HALLにて『アップアップガールズ（仮）』イベント 第29回公演 - 第31回公演を開催し、CDシングル「バレバレI LOVE YOU」をリリースした。6月27日には、日本全国で発売が開始された。